# (31091) 1997 BE9
1997 بي إي 9 (ويعرف أيضًا باسم (31091) 1997 بي إي 9 وفق تسمية الكوكب الصغير) (بالإنجليزية: 1997 BE9)‏ هو كويكب ضمن حزام الكويكبات؛ وترتيبه 31091 من حيث الاكتشاف.
اكتُشف هذا الجُرم الفلكي بواسطة ماورا تومبيلي ‏ في 30 يناير 1997.

## وصلات خارجية
- (31091) 1997 BE9 في قاعدة بيانات مختبر الدفع النفاث لأجرام النظام الشمسي الصغيرة

- الاكتشاف · مخطط المدار ·  العناصر المدارية · المعلمات المادية

- (31091) 1997 BE9 على موقع ويكي سكاي: DSS2, SDSS, GALEX, IRAS, Hydrogen α, X-Ray, Astrophoto, Sky Map, Articles and images